# Мырзакулов, Болтабай
Болтаба́й Мырзаку́лов (кирг. Балтабай Мырзакулов; род. 5 августа 1928 год, село Кара-Сай) — старший чабан колхоза имени Ворошилова Кировского района Фрунзенской области, Киргизская ССР. Герой Социалистического Труда (1957).

## Биография
Родился в 1928 году в крестьянской семье в селе Кара-Сай (ныне — Айтматовский район Таласской области).
После войны трудился пастухом в колхозе имени Ворошилова Кировского района. С 1948 по 1952 года служил в Советской Армии. С 1952 года — заведующий овцеводческой фермой колхоза имени Ворошилова Кировского района и с 1954 года — старший чабан в этом же колхозе.
Указом Президиума Верховного Совета СССР от 15 февраля 1957 года за выдающиеся успехи, достигнутые в деле увеличения производства сахарной свеклы, хлопка и продуктов животноводства, широкое применение достижений науки и передового опыта в возделывании хлопчатника, сахарной свеклы и получение высоких и устойчивых урожаев этих культур удостоен звания Героя Социалистического Труда с вручением ордена Ленина и золотой медали «Серп и Молот»..
Проживал в родном селе.